# Neuf-Mesnil
Neuf-Mesnil ist eine französische Gemeinde im Département Nord in der Region Hauts-de-France. Sie gehört zum Arrondissement Avesnes-sur-Helpe und zum Kanton Aulnoye-Aymeries. Die Einwohner werden Neufmesnilois genannt.

## Geographie
Neuf-Mesnil liegt etwa 30 Kilometer ostsüdöstlich von Valenciennes. Die Sambre bildet die östliche Gemeindegrenze. Umgeben wird Neuf-Mesnil von den Nachbargemeinden Feignies im Norden, Maubeuge im Osten, Louvroil im Südosten, Hautmont im Süden sowie Vieux-Mesnil im Südwesten und Westen.
Die Route nationale 2 führt durch die Gemeinde.

## Bevölkerungsentwicklung
| Jahr                       | 1962 | 1968 | 1975 | 1982 | 1990 | 1999 | 2006 | 2013 | 2020 |
| Einwohner                  | 1939 | 1804 | 1761 | 1456 | 1388 | 1381 | 1290 | 1313 | 1316 |
| Quellen: Cassini und INSEE |      |      |      |      |      |      |      |      |      |

## Sehenswürdigkeiten
- Kirche Saint-Nicolas aus dem 12. Jahrhundert
- Rathaus von 1892

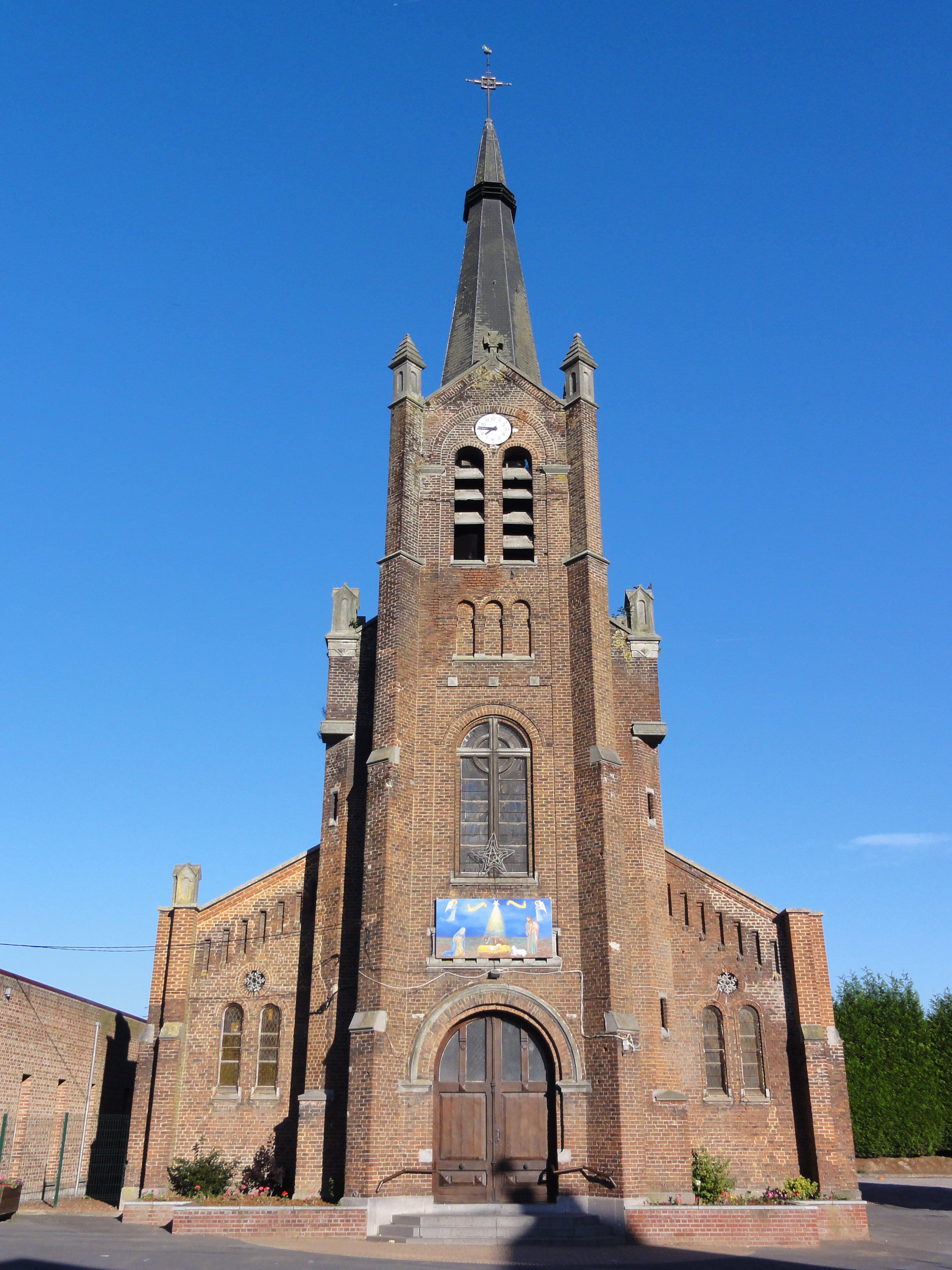
Kirche Saint-Nicolas
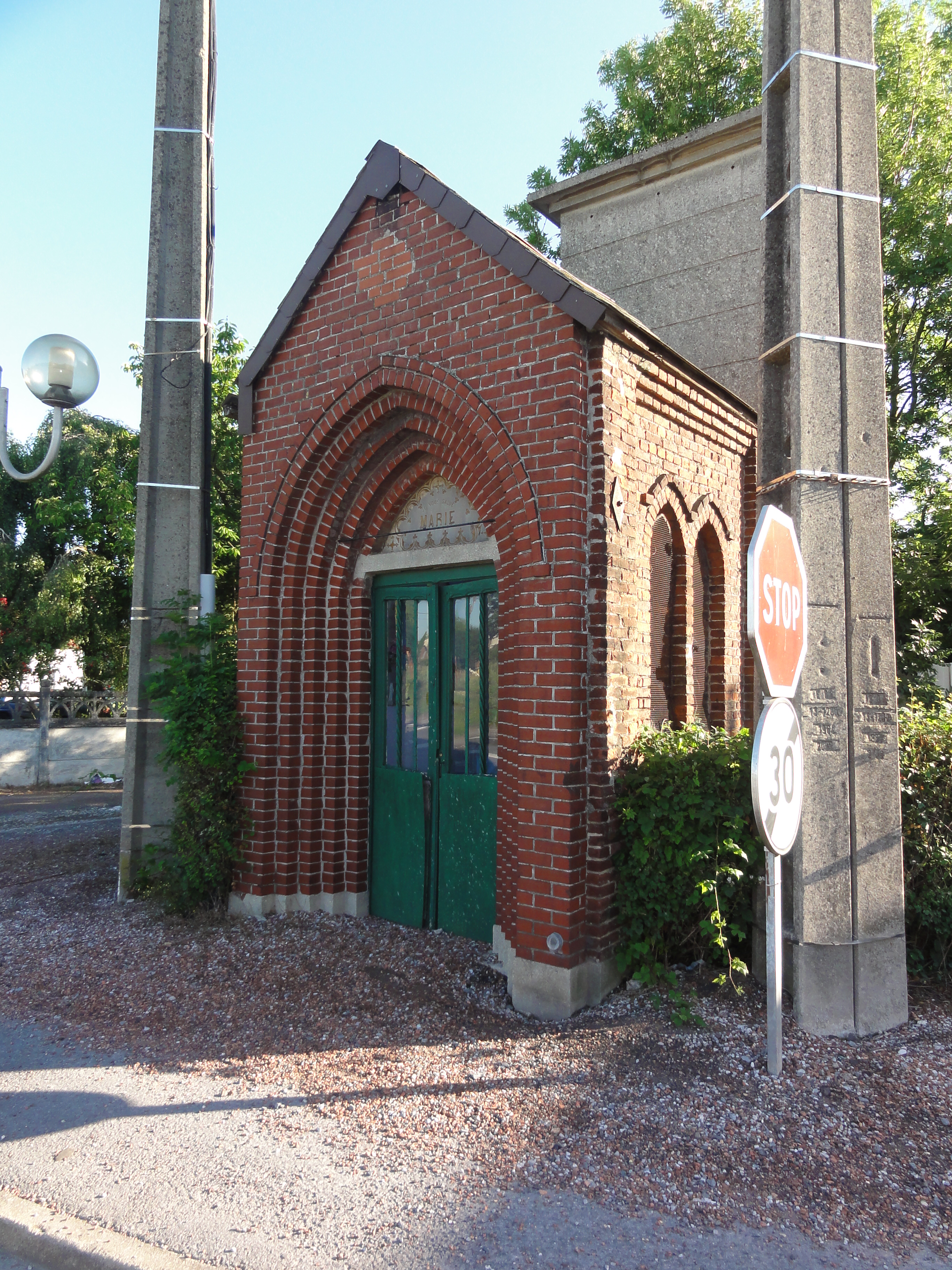
Marien-Kapelle
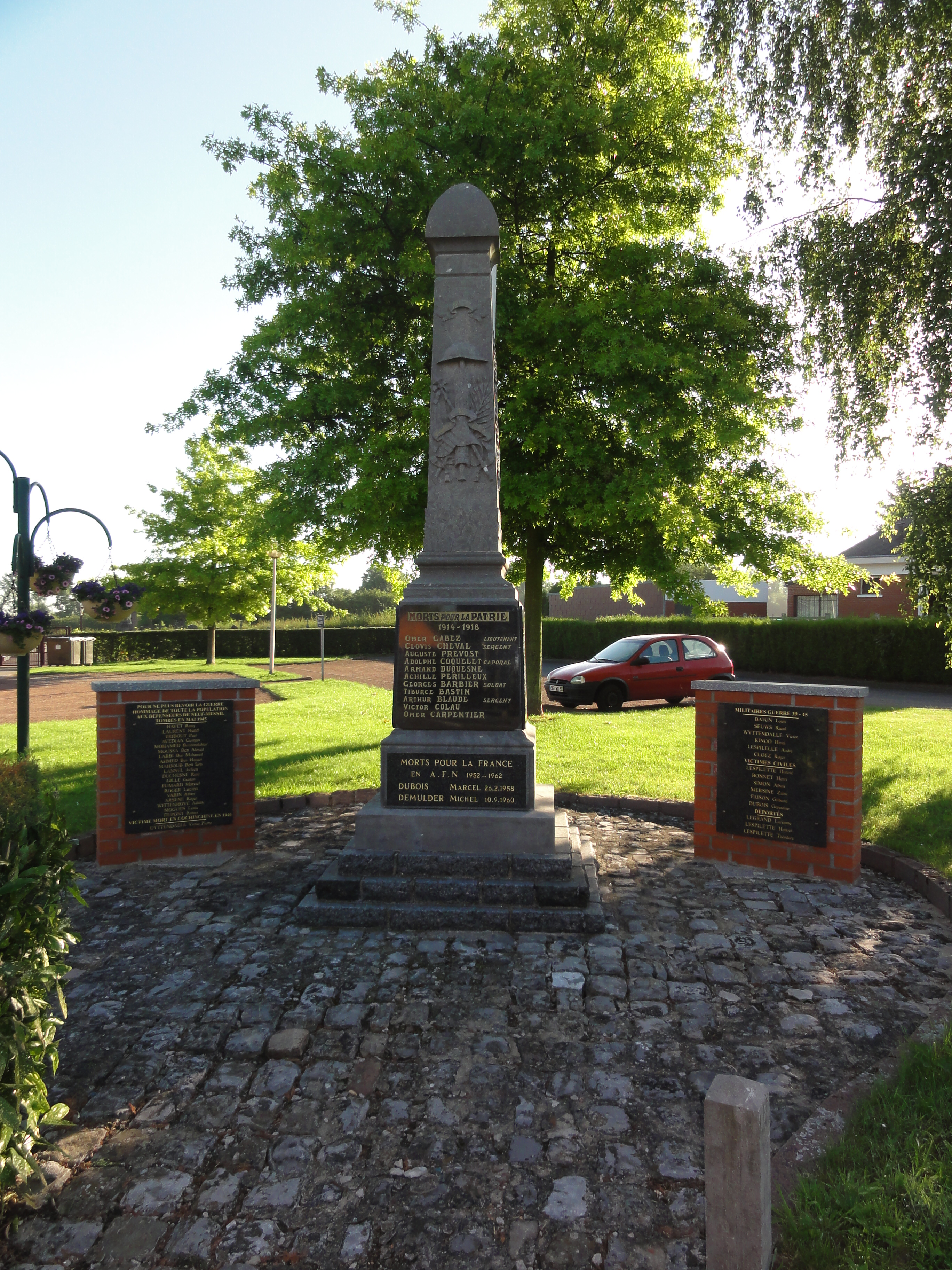
Gefallenendenkmal

## Persönlichkeiten
- Nicolas Constant (1886–1971), Turner
- Émile Burie (1893–1970), Autorennfahrer
- Georges Lagouge (1893–1970), Turner